# Kisara Sumiyoshi
Kisara Sumiyoshi (* 8. März 2000 in Kutchan) ist eine japanische Freestyle-Skierin. Sie startet in den Buckelpisten-Disziplinen Moguls und Dual Moguls.

## Werdegang
Sumiyoshi startete im Februar 2016 in Tazawako erstmals im Weltcup und belegte dabei den 23. Platz im Moguls und den 16. Rang im Dual Moguls. Bei den Juniorenweltmeisterschaften 2016 in Åre errang sie den 17. Platz im Mogul und den 16. Platz im Dual Moguls. Im folgenden Jahr errang sie bei den Winter-Asienspielen 2017 in Sapporo jeweils den vierten Platz im Moguls und Dual Moguls. In den Jahren 2017 und 2018 wurde sie japanische Meisterin im Dual Moguls und gewann im April 2018 bei den Juniorenweltmeisterschaften in Duved die Goldmedaille im Moguls. In der Saison 2018/19 holte sie bei der Winter-Universiade 2019 in Krasnojarsk Silber im Dual Moguls und Gold im Moguls und bei den Juniorenweltmeisterschaften 2019 in Chiesa in Valmalenco Bronze im Dual Moguls. Beim Saisonhöhepunkt, den Weltmeisterschaften 2019 in Park City, belegte sie den 21. Platz im Moguls und den 11. Rang im Dual Moguls. In der Saison 2019/20 kam sie bei neun Weltcupstarts, sechsmal unter die ersten Zehn und erreichte damit den achten Platz im Moguls-Weltcup.

## Erfolge

### Weltmeisterschaften
- Park City 2019: 11. Dual Moguls, 21. Moguls

### Weltcupwertungen
| Saison  | Gesamt | Gesamt | Moguls | Moguls |
| Saison  | Platz  | Punkte | Platz  | Punkte |
| ------- | ------ | ------ | ------ | ------ |
| 2015/16 | 149.   | 2,88   | 30.    | 23     |
| 2016/17 | 166.   | 3,09   | 33.    | 34     |
| 2017/18 | 115.   | 9,8    | 22.    | 98     |
| 2018/19 | 64.    | 18,11  | 13.    | 163    |
| 2019/20 | 32.    | 30,6   | 8.     | 306    |

### Juniorenweltmeisterschaften
- Åre 2016: 16. Dual Moguls, 17. Moguls
- Duved 2018: 1. Moguls, 5. Dual Moguls
- Chiesa in Valmalenco 2019: 3. Dual Moguls, 4. Moguls

### Weitere Erfolge
- Winter-Universiade 2019: 1. Moguls, 2. Dual Moguls
- 2 Japanische Meistertitel (Dual Moguls 2017, 2018)